# Gela Seksztajn
Gela Seksztajn (1907-1943), également connue sous le nom de Gele Seckstein, est une artiste peintre juive polonaise. Elle est surtout connue pour ses portraits et autres peintures cachées dans les archives Ringelblum, dans le ghetto de Varsovie pendant l'Holocauste. Ces œuvres, retrouvées après la fin de la Seconde Guerre mondiale, sont maintenant principalement conservées aux archives de l'Institut historique juif à Varsovie, en Pologne .

## Jeunesse
Gela naît à Varsovie dans une famille ouvrière. Son père est cordonnier et sa mère meurt en 1918. L'écrivain Joshua Singer remarque son talent et lui fait rencontrer l'acteur et réalisateur Jonas Turkow qui la présente à son tour au sculpteur Henryk Kuna. Grâce à Kuna, elle obtient une bourse de deux mois pour étudier à l'Académie des beaux-arts de Cracovie. Gela rembourse ses bienfaiteurs dans les années 1930 en faisant leur portrait. Selon son propre témoignage, elle a étudié à l'Académie pendant deux ans, mais son nom n'a été enregistré dans aucune des listes d'inscription des archives de l'école. À partir de 1931, elle se rend régulièrement à Varsovie pour exposer son travail dans des expositions collectives à plusieurs reprises, puis s'y installe en 1937. Elle est membre de l'Association des artistes juifs et de la Société juive des beaux-arts. Pendant cette période, elle peint de nombreux portraits de personnalités juives de Varsovie, pour la plupart des intellectuels et des écrivains. Parmi ces portraits figurent ceux de Rachela Korn, Baruch Gelman, Szymon Horonczyk, Icyk Manger et Moshe Broderson,.
Elle épouse le journaliste Izrael Lichtensztejn en 1938, et travaille comme professeur d'arts dans des écoles juives. Elle participe à plusieurs expositions et reçoit des critiques positives,.

## Ghetto de Varsovie et archives Ringelblum
Gela et son mari Izrael sont envoyés dans le ghetto de Varsovie, probablement en 1940. Juste avant que le ghetto ne soit bouclé cette année-là, elle donne naissance à sa fille, Margalit. Gela et Izrael sont tous deux actifs dans des organisations caritatives du ghetto. Elle donne des cours de dessin et monte de petites expositions des œuvres de ses élèves. Elle a probablement participé à la confection des costumes d'un spectacle pour enfants intitulé Les saisons en 1942. Elle reçoit un prix pour son travail avec les enfants, décerné par le président du Judenrat Adam Czerniaków. Elle continue à peindre dans le ghetto, dessinant des portraits d'enfants à la soupe populaire, de sa fille, de son mari et de ses amis écrivains. Elle participe activement à l'opération Oyneg Shabbos, dirigée par Emmanuel Ringelblum, qui rassemble la documentation de la vie juive dans le ghetto. En juillet 1942, les déportations allemandes du ghetto ont commencé. Sachant que la fin est proche, Gela cache ses œuvres dans les archives secrètes. Au début du mois d'août, Izrael Lichtenstejn, son épouse, et deux de ses élèves, Dawid Graber et Nachum Grzywacz, cachent les peintures de Gela, ainsi que d'autres documents, dans les archives dans la cave d'une école de la rue Nowolipki. La date exacte de la mort de Gela est inconnue, mais elle est probablement morte pendant le soulèvement du ghetto de Varsovie ,.

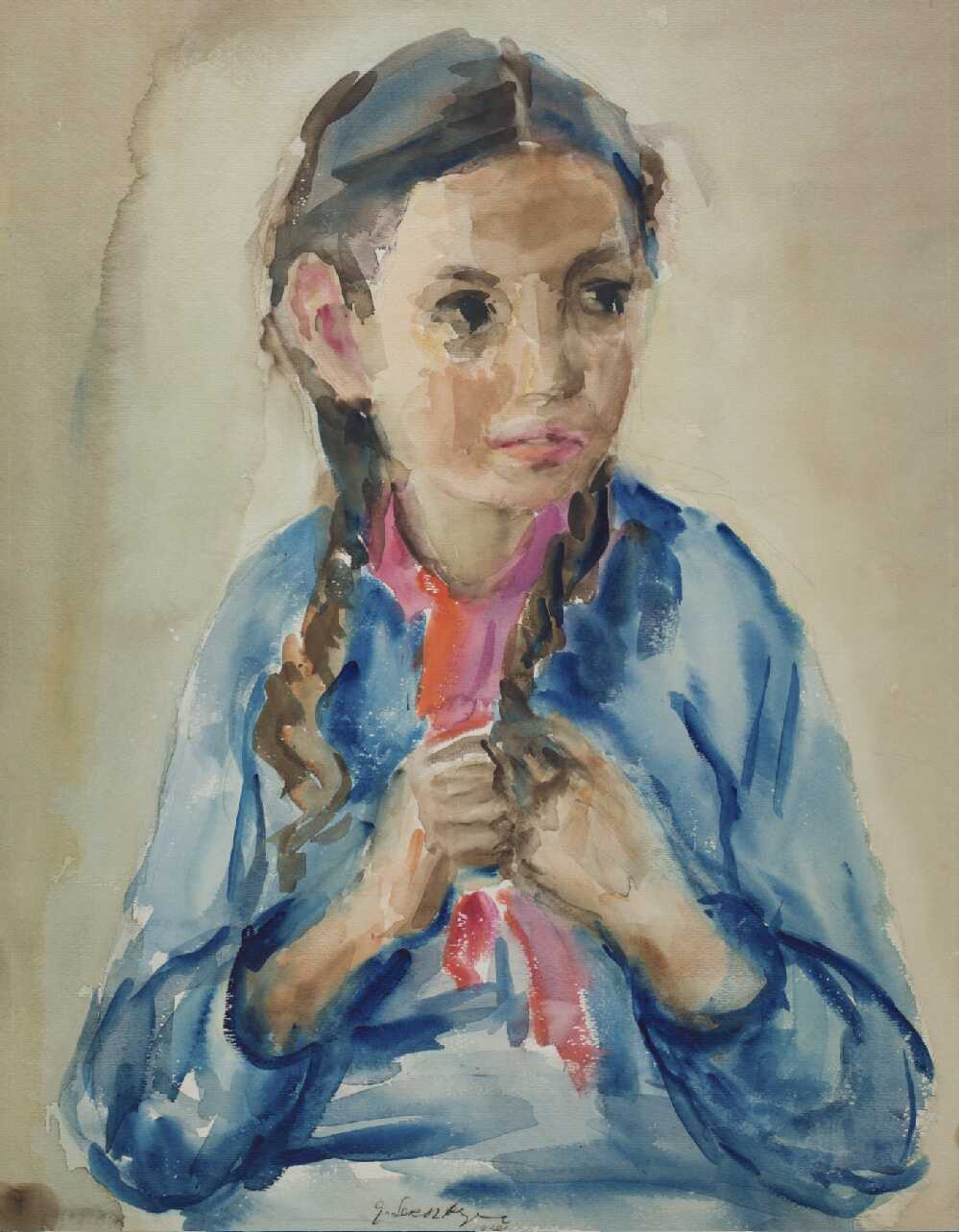
Portrait d'une fille, vers 1943.

Elle laisse plus de 300 tableaux. La plupart d'entre eux se trouvent à l'Institut historique juif, bien qu'il y ait également quelques peintures au musée de l'Holocauste de Washington et une peinture à l'huile dans la section Art de Yad Vashem. Gela est mentionnée dans le testament d'Izrael Lichtenstejn de 1943, cité dans le livre de Paul Auster L'Invention de la solitude : « Je veux qu'on se souvienne de ma femme. Gele Seckstein, artiste, des dizaines d'œuvres, talentueuse, n'a pas réussi à exposer, n'a pas montré en public. Pendant les trois années de guerre a travaillé parmi les enfants en tant qu'éducateur, enseignante, a fait des décors, des costumes pour les spectacles réalisés par les enfants, a reçu des prix. Maintenant, avec moi, nous nous préparons à recevoir la mort... »